# Césaire Levillain
Pour les articles homonymes, voir Levillain.
Césaire Levillain est  un enseignant et un résistant français né le 28 février 1885 à Fresnoy-Folny (Seine-Inférieure) et mort le 4 mars 1944 au Grand-Quevilly.

## Biographie
Le 2 octobre 1905, il s'engage pour trois ans comme soldat au 39e régiment d'infanterie mais est réformé pour « tuberculose pulmonaire » le 1er juin 1906.
Il est membre de la Société libre d'émulation de la Seine-Maritime à partir de 1919.
Il a été professeur de français à Leeds. Instituteur, puis directeur de l'École de commerce de Rouen de 1936 à 1942. Membre du réseau de résistance Cohors-Asturies, il est arrêté par la Gestapo le 29 mai 1943 à Rouen, condamné à mort le 26 février 1944 et fusillé le 8 mars au stand de tir du Madrillet au Grand-Quevilly.

## Hommages, postérité
Une statue de Césaire Levillain due au sculpteur Robert Delandre a été inaugurée en 1954 au Grand-Quevilly.

## Distinctions
- Officier de l'Instruction publique.
- Médaille militaire (1946)
- Croix de guerre 1939–1945 (1946)
- Médaille de la Résistance française (1946)[5],[6]
- Chevalier de la Légion d'honneur (1950)